# Llançà
Llançà est une commune espagnole de la comarque de l'Alt Empordà située dans la province de Gérone en Catalogne.

## Géographie
La commune s'étend sur 28,625 km2 dans le nord de l'Alt Empordà et s'ouvre à l'est sur la Costa Brava, le long de la mer Méditerranée. Son noyau urbain se développe près du littoral, entre le port et le centre historique situé légèrement en retrait dans les terres. La plus grande partie du territoire communal s'étend sur le massif des Albères et est inhabité, à l'exception du hameau de Valleta, situé sur la route reliant Portbou à Figueres.

### Communes limitrophes
| Rabós        | Colera                        |                  |
| Vilamaniscle | Llançà                        | Mer Méditerranée |
| Garriguella  | Vilajuïga El Port de la Selva |                  |

## Histoire

### Des origines au Moyen Âge
Près de l’endroit où s’élève maintenant Llançà, se dressait l’ancienne ville de Deciana, fondée en 218 av. J.-C., près de la voie Domitia qui bifurquait dans le Roussillon et traversait les Pyrénées par les cols de la Massana et du Perthus. En 862, après la destruction d’Empúries par les Normands, les habitants des côtes de l'Empordà, inquiets devant les incursions des pirates sarrasins, se déplacent vers l'intérieur des terres; c’est ainsi que la ville de Llançà sera édifiée près de la mer mais presque totalement dissimulée.
Les parchemins de Sant Pere de Rodes mentionnent souvent, au Xe siècle, le nom de Vall Lanciana ou Vall Lanciani, qui rappelle l’ancien nom de Deciana et dont on pense que provient le nom actuel de Llançà.
Au printemps 1344, Ramon Berenguer, second comte d'Empúries de la seconde dynastie, se révolte contre le roi d’Aragon Pierre IV. Le comte emprisonne alors à Llançà de nombreux chevaliers du Roussillon qui défendaient le monarque. De façon inespérée, Pierre IV se présente devant Figueres et juge le comte d'Empúries auquel il pardonne finalement, touché par les prières de sa famille.

### De la Renaissance auXIXesiècle
En 1659, date de la paix des Pyrénées, les Français réclament Llançà et prétendent faire passer la frontière au cap de Creus ; elle est finalement établie au cap de Cervera (Cerbère).
En 1692, est construite la chapelle du Port.
Au milieu du XVIIIe siècle, l'église paroissiale Saint-Vincent est édifiée sur les restes d’une vieille église romane qui, depuis 974, dépendait de la juridiction de l'abbé de Sant Pere de Rodes.
L’économie du village se développe entre 1718 et 1720, avec l'exportation de vin et d'huile.
En 1787, un millier d’habitants vivent sur la commune.
En 1793, lorsque les Français veulent prendre Roses, ils sont vaincus à Llançà.

### Depuis 1900

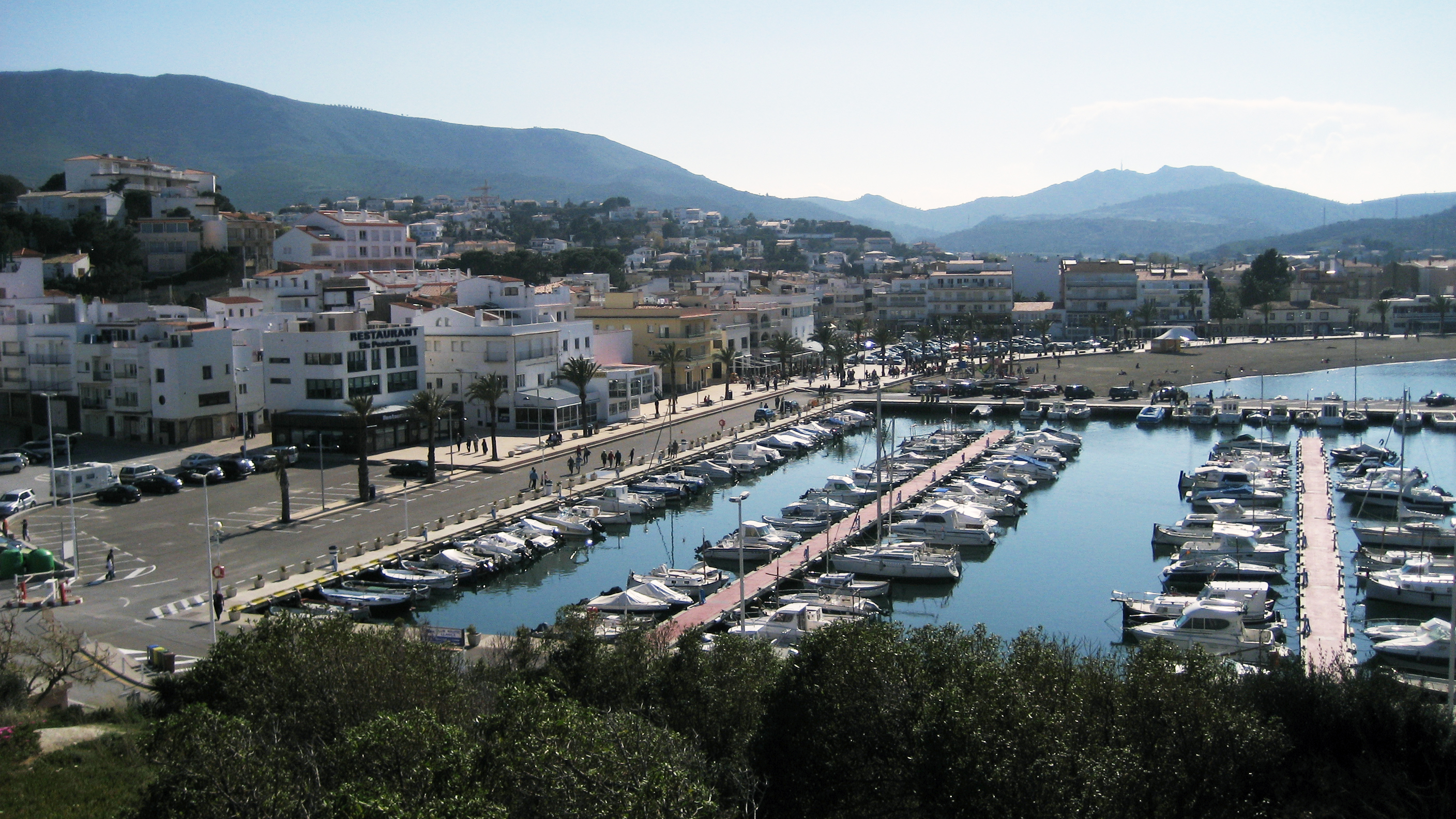
Le port de plaisance

L'ancien village s’est organisé autour de l'église paroissiale et des trois rues qui la limitent : via Dins la Vila, via Major et via Església ainsi que de la Plaça Major où trône l'arbre de la liberté planté en 1870. 
Auparavant, de vieilles maisons de pêcheurs se dressaient sur le port de Llançà, elles ont été en partie rasées et ce site est maintenant devenu un centre touristique et résidentiel. La création d'un port de plaisance dans les années 80 a totalement transformé l'ancienne plage où l'on pouvait voir les traditionnelles barques de pêcheurs avec leurs « lamparos ».
Le tourisme des années 1960 a entraîné une croissance urbaine et démographique qui a dynamisé et transformé la commune. Les gens de l’époque se sont tournés vers de nouveaux métiers, plus attirants et plus rentables : commerçants, serveurs, constructeurs. La municipalité et les acteurs locaux du tourisme font aujourd'hui preuve de beaucoup dynamisme tout en demeurant respectueux d'un développement maîtrisé et soucieux de l'environnement du site (très peu d'immeubles hauts par opposition au reste de la Costa Brava). Un nouvel office du tourisme a été inauguré en janvier 2008.

## Politique et administration
La commune est dirigée par un conseil municipal de onze membres, élus pour un mandat de quatre ans, qui à leur tour élisent le maire. Les tendances politiques de la population sont plutôt orientées vers les partis indépendantistes ERC et Junts. Lors des élections municipales de 2019, un pacte est conclu entre Junts et le PSC, qui détiennent trois sièges chacun, avec une alternance au poste de maire au milieu du mandat. Après les élections du 28 mai 2023, le pacte entre les deux formations (4 sièges pour Junts et 2 pour le PSC) est reconduit.

### Liste des maires
| Période   | Période  | Identité                 | Étiquette | Qualité |
| --------- | -------- | ------------------------ | --------- | ------- |
| 1979      | 2003     | Josep Maria Salvatella   | CiU       |         |
| 2003      | 2015     | Pere Vila i Fulcarà      | CiU       |         |
| 2015      | 2019     | Guillem Cusí i Batlle    | ERC       |         |
| 2019      | 2021     | Francesc Guisset         | PSC       |         |
| juin 2021 | En cours | Núria Escarpanter Olivet | Junts     |         |

### Jumelage
La commune de Llançà est jumelée avec :
- Pont-du-Casse (France) depuis 1975.

## Population et société

### Démographie
Évolution démographique

| 1900  | 1910  | 1920  | 1930  | 1940  | 1950  | 1960  | 1970  | 1980  | 1990  | 2000  | 2010  |
| ----- | ----- | ----- | ----- | ----- | ----- | ----- | ----- | ----- | ----- | ----- | ----- |
| 1.829 | 1.954 | 2.164 | 2.021 | 1.832 | 1.713 | 1.859 | 2.682 | 3.001 | 3.432 | 4.063 | 5.209 |

## Culture et patrimoine
Témoins de l'histoire de la commune restent l'église paroissiale baroque, du XVIIIe siècle, et la tour romane du XIIIe ou XIVe siècle, qui se dressent sur la Plaça Major. Ce sont de plus deux monuments caractéristiques du paysage urbain, bien visibles depuis toute la ville.
L'église Saint-Sylvestre de Valleta est un édifice roman remontant aux Xe et XIIe siècles, formé d'une nef unique sur laquelle s'ouvre une abside semi-circulaire. Elle s'élève dans la montagne, au nord de Valleta, à environ 4 km à l'ouest de la ville de Llança.

### Manifestations culturelles et festivités
- Fête de la Sainte-Vierge aux alentours du 20 juillet